# Закуска на колела
Закуска на колела (на английски: Falling in Love) е хонконгска комедия от 1984 година, на режисьора Само Хун. Участват Джаки Чан, Само Хун и Лола Форнър.

## Сюжет
Двама китайци си изкарват прехраната като стопанисват каравана за продажба на бърза закуска в Испания. Томас е ленив и флегматичен шегаджия, докато Дейвид е спретнат и отговорен перфекционист. Един ден те се запознават със сексапилна крадла, която им завърта главите и преобръща ежедневието им с главата надолу. Докато двамата си съперничат за вниманието ѝ с достойни за съжаление смехотворни методи, тя успява да ги обере, да ги намеси в улична схватка с арогантни рокери, да ги направи мишена на мафията и за капак на всичко да пусне по следите им самозван частен детектив с полукриминални наклонности.

## В ролите
| Изпълнител    | Роля          |
| ------------- | ------------- |
| Джаки Чан     | Томас         |
| Юен Бяо       | Дейвид        |
| Само Хун      | детектив Моби |
| Лола Форнър   | Силвия        |
| Бенни Уркидес | бандит        |
| Кейт Витали   | бандит        |
| Хърб Еделман  | Мат           |
| Ампаро Морено | Сюзан         |